# لیمیدو کوماسکو
لیمیدو کوماسکو (به ایتالیایی: Limido Comasco) یک کومونه در ایتالیا است که در استان کومو واقع شده‌است.

## خصوصیات
لیمیدو کوماسکو ۴٫۵ کیلومترمربع مساحت و ۲٬۵۷۹ نفر جمعیت دارد.